# 夏斌 (地球化学家)
夏斌（1959年4月—），中国江西人，担任中科院边缘海地质重点实验室主任和中科院广州地化所石油与矿产资源研究中心主任，中科院广州地球化学研究所研究员。研究方向为多尺度构造与石油和矿产资源、资源环境与可持续发展。曾担任中国国家攀登计划项目和“973”项目专家组成员。担任多个学会理事，出版多本专著，发表论文百余篇。

## 荣誉
1987年曾获中国国家自然科学三等奖。

## 学术兼职
中国矿物岩石地球化学学会副理事长、广东省地质和地球物理学会副理事长、广东省可持续发展研究会常务副理事长；
《大地构造与成矿学》主编、《天然气地球科学》副主编、《地球化学》常务编委、《热带海洋》编委。